# François Vatable
François Vatable, Vateblé, Watebled ou Watteblé sous sa forme originelle picarde, né vers 1495 à Gamaches et mort à Paris le 16 mars 1547, est un théologien français. 

## Biographie
Le nom de François Vatable vient d'une transformation latine (Vatablus) de Watteblé, Wattebled ou Vuateblé; nom que l'on rencontre fréquemment dans les archives de la commune de Gamaches, alors en province de Picardie au temps de François Vatable et ceci du XVIe siècle au XVIIIe siècle. 
Exégète de haut rang, Vatable fut d'abord curé de Brumetz, dans le Valois, curé à Suresnes à partir de 1524 puis professeur d'hébreu à Paris, lorsque François Ier fonda, vers 1530, le collège de France et il mourut abbé de Bellozanne. Le grand nom qu'il a conservé jusqu'à nos jours est fondé sur son immense érudition, sur son don de communication, sur ses talents d'enseignant et sur le concours d'auditeurs que sa réputation attirait à ses leçons, car il professait d'abondance. De nombreux Juifs venaient l'entendre et admiraient son savoir. Son propre œuvre est mince, mais il a beaucoup travaillé comme éditeur. Premièrement comme jeune collaborateur de Lefèvre d'Etaples, il a traduit des œuvres d'Aristote du grec en latin : (par exemple Physica, De caelo, De anima, De generatione et corruptione, Meteorologica, et les Parva naturalia). Et comme professeur d'hébreu il a édité des textes hébraïques de la Bible (1539-1544), publiés par Robert Estienne, même avec des notes rabbiniques de David Kimhi.
On a dit que ses auditeurs avaient recueilli ses notes concernant l'Ancien Testament et que Robert Estienne les imprima en 1545 dans son édition de la nouvelle Bible latine de Léon de Juda ; mais, comme ces notes ne sont que des parties de texte pris à Caléon, à Munster, à Fagius et autres protestants français et allemands et copiés quelquefois mot pour mot, il est probable que Robert Estienne, qui avait des liaisons avec les réformés de Zurich, leur emprunta ces notes, aussi bien que la version personnelle de Vatable ; il ne se servit du nom de ce dernier que pour ne pas se rendre odieux aux docteurs de Paris (Sorbonne) qui ne l'aimaient pas. 
Quoi qu'il en soit, ses notes furent condamnées par la faculté de théologie de Paris. Robert Estienne, retiré à Genève, les défendit avec emportement et les rendit encore plus calvinistes en les réimprimant. Les docteurs de Salamanque, moins scrupuleux que ceux de Paris, les firent reparaître avec approbation, toutefois après les avoir retouchées et corrigées en plusieurs endroits. Nicolas Henri, professeur d'hébreu au collège de France, en a donné la dernière édition, 1729-1745, 2 vol. in-f°.
Vatable fut le restaurateur de l'étude de la langue hébraïque en France. La Bible qu'on appelle Bible de Vatable contient la version dite de la Vulgate et celle de Léon de Juda. Vatable n'était pas moins savant en grec qu'en hébreu. Il avait traduit les Traités d'Aristote intitulés traditionnellement Parva naturalia, qu'on trouve dans l'édition de Duval. Il fut persécuté par les docteurs de la Sorbonne de la faction de Noël Béda. Les protestants voulurent l'attirer ; mais il vécut en catholique et mourut le 16 mars 1547 (voir : Clément Marot).

## Textes en ligne
- Liber psalmorum Davidis
- Genesis...